# Blefarospasm
Blefarospasm är en muskelspasm i ögat orsakat av överaktivitet i muskler som styr blinkningsfunktionen. Sjukdomen är tre gånger vanligare hos kvinnor och drabbar mest vuxna. Behandling kan ske med till exempel Botulinumtoxin (Botox) som kan paralysera muskeln genom att hämma frisättningen av acetylkolin som är den transmittor som utlöser muskelkontraktionen.